# Drake (North Dakota)
Drake ist eine Stadt im McHenry County, North Dakota in den Vereinigten Staaten. Die Bevölkerung betrug 322 Einwohner in der im Jahr 2000 durchgeführten Volkszählung. Drake wurde 1902 gegründet. Die Stadt veranstaltet jedes Jahres am 20. September ein Apfelfest.

## Geografie
Gemäß dem United States Census Bureau hat die Stadt ein Gesamtgebiet von 5,2 km². 5,1 km² der Fläche sind Land und 0,1 km² (2,48 %) des Gebietes sind Wasser.

## Demografie
Bezüglich der Volkszählung von 2000 gab es 322 Menschen, 164 Haushalte und 94 Familien, die in der Stadt wohnen. Die Bevölkerungsdichte betrug 63,1/km². Es gab 201 Wohneinheiten in einer durchschnittlichen Dichte von 39,4/km². Der Großteil der Bevölkerung war weiß (100 %). Hispanoamerikaner oder Latino machten nur 0,31 % der Bevölkerung aus.
Es gab 164 Haushalte, in denen 18,9 % Kinder im Alter von unter 18 Jahren lebten. Es waren 47,0 % Ehepaare, die zusammen leben, 9,8 % der Haushalte hatten einen weiblichen Wohnungsinhaber ohne Mann und 42,1 % waren Singlehaushalte. 38,4 % aller Haushalte wurden aus Personen zusammengesetzt und 23,8 % hatten jemanden, der 65 Jahre alt oder älter war.
Die durchschnittliche Haushaltsgröße betrug 1,96 Einwohner und die durchschnittliche Familiengröße war 2,6. In der Stadt wurde die Bevölkerung mit 18,3 % im Alter unter 18, 4,0 % im Alter von 18 bis 24, 19,3 % im Alter von 25 bis 44, 22,7 % im Alter von 45 bis 64 und auf 35,7 % ausgedehnt, die 65 Jahre alt oder älter waren. Das Durchschnittsalter war 51 Jahre. Für alle 100 Frauen gab es 97,5 Männer. Für jede 100. Frau im Alter von 18 und darüber gab es 87,9 Männer.
Das mittlere Einkommen für einen Haushalt in der Stadt war 22.813 $ und das mittlere Einkommen für eine Familie betrug 34.844 $. Männer hatten ein mittleres Einkommen von 23.250 $ gegen 17.083 $ für Frauen. Das Pro-Kopf-Einkommen für die Stadt war 13.023 $. Ungefähr 8,2 % der Familien und 15,2 % der Bevölkerung lebten unter der Armutsgrenze einschließlich 18,3 % der Minderjährigen und 16,3 % von denjenigen waren 65 oder älter.